# La lluita invisible
La lluita invisible (en estonià: Nähtamatu võitlus) és una pel·lícula de comèdia d'acció coproduïda internacionalment el 2023 i dirigida per Rainer Sarnet. Ambientada a la República Socialista Soviètica d'Estònia durant la dècada del 1970, la pel·lícula és protagonitzada per Ursel Tilk com un aspirant a lluitador kung fu.
Als Premis de Cinema i Televisió d'Estonia del 2024, La lluita invisible va guanyar la majoria de premis de la nit, amb un total de nou guardons, entre els quals la millor pel·lícula, millor actor, millor actriu i millor guionista. Ha estat subtitulada al català.

## Argument
En sentir-se alienat per la societat conformista soviètica, el fan de la música heavy metal Raphael es troba amb una societat clandestina de monjos ortodoxos orientals que practiquen kung fu.

## Repartiment
- Ursel Tilk com a Raphael
- Ester Kuntu com a Rita
- Indrek Sammul com a Nafanail
- Kaarel Pogga com a Irinei
- Tom el ferrer com a Melquisedec
- Rain Simmul com a Big Hat
- Tiina Tauraite com a Marfa
- Mari Abel com a Zinaida
- Maria Avdjuško com a mare
- Marika Barabanščikova com a Dama
- Rein Oja com a agent de la KGB
- Ekke Märten Hekles com a Rudolf

## Producció
Katrin Kissa de Homeless Bob Production va produir The Invisible Fight, que va ser coproduïda amb White Picture, Neda Film i Helsinki-Filmi.

## Estrena
La lluita invisible es va estrenar l'11 d'agost de 2023 a la secció Concorso Internazionale del 76è Festival Internacional de Cinema de Locarno. Aquell mateix any, la pel·lícula es va projectar al Fantastic Fest i al Festival de Sitges. La pel·lícula va ser adquirida per a la seva distribució a Amèrica del Nord per Kino Lorber.

## Recepció

### Recepció crítica
Al lloc web de l'agregador de ressenyes Rotten Tomatoes, el 57% de les 14 crítiques són positives.

### Reconeixements
| Premi                                       | Data de la Cerimònia | Categoria                   | Receptor(s)         | Resultat  | Ref.  |
| ------------------------------------------- | -------------------- | --------------------------- | ------------------- | --------- | ----- |
| Festival Internacional de Cinema de Locarno | 12 d'agost de 2023   | Pardo d'Oro                 | La lluita invisible | Nominat   | [ 1 ] |
| Premis de Cinema i Televisió d'Estònia      | 12 d'abril de 2024   | Millor pel·lícula           | La lluita invisible | Guanyador | [ 3 ] |
| Premis de Cinema i Televisió d'Estònia      | 12 d'abril de 2024   | Millor director             | Rainer Sarnet       | Nominat   | [ 3 ] |
| Premis de Cinema i Televisió d'Estònia      | 12 d'abril de 2024   | Millor guió                 | Rainer Sarnet       | Guanyador | [ 3 ] |
| Premis de Cinema i Televisió d'Estònia      | 12 d'abril de 2024   | Millor actriu               | Ester Kuntu         | Guanyador | [ 3 ] |
| Premis de Cinema i Televisió d'Estònia      | 12 d'abril de 2024   | Millor actor                | Ursel Tilk          | Guanyador | [ 3 ] |
| Premis de Cinema i Televisió d'Estònia      | 12 d'abril de 2024   | Millor música original      | Koshiro Hino        | Guanyador | [ 3 ] |
| Premis de Cinema i Televisió d'Estònia      | 12 d'abril de 2024   | Millor disseny de producció | Jaagup Roomet       | Guanyador | [ 3 ] |
| Premis de Cinema i Televisió d'Estònia      | 12 d'abril de 2024   | Millor muntatge             | Jussi Rautaniemi    | Guanyador | [ 3 ] |
| Premis de Cinema i Televisió d'Estònia      | 12 d'abril de 2024   | Millor vestuari             | Jaanus Vahtra       | Guanyador | [ 3 ] |
| Premis de Cinema i Televisió d'Estònia      | 12 d'abril de 2024   | Millor maquillatge          | Anu Konze           | Guanyador | [ 3 ] |